# Bayerischer Rundfunk GmbH
Баварское радио (Bayerischer Rundfunk GmbH), до 1933 года — «Дойче Штунде ин Байерн» (Deutsche Stunde in Bayern GmbH) — некоммерческое общество с ограниченной ответственностью существовавшее в 1922-1937 гг. 

## Радиовещательная деятельность компании
Радиокомпания с 30 марта 1924 до 1934 года вещала по баварской программе, звучавшую на средних волнах на волне 485 м.  

## Владельцы
Радиокомпания принадлежала:
- (в 1924—1926 гг.)
  - на 100% - Герман Клёпфер, Йозеф Бём, Роберт Римершмид, Эрнст-Людвиг Фосс;
- (в 1926—1933 гг.)
  - на 51% - Рейхсминистерству почт и Министерству народного просвещения земли Бавария
  - на 49% - Герману Клёпферу, Йозефу Бёму, Роберту Римершмиду;
- (в 1933—1934 гг.)
  - на 51% - некоммерческому обществу с ограниченной ответственностью «Рейхсрадио»
  - на 49% - Министерству народного просвещения земли Бавария.

## Руководство
Руководство компанией осуществляли:
- (в 1922-1926 гг.)
  - наблюдательный совет, состоявший из представителей частных компаний;
  - правление, состоявшее из директора и интенданта;
- (в 1926-1933 гг.)
  - наблюдательный совет (Aufsichtsrat), состоявший из представителей имперского министерства почт, представителей земли Бавария, а до 1933 года также и представителей частных компаний;
  - правление (Vorstand), состоявший из директора и интенданта, утверждавшегося контрольным комитетом;
  - контрольный комитет (Überwachungsausschuß), члены которого назначались имперским правительством и правительствами земель и одновременно являлись членами наблюдательного совета;
  - культурный совет (Kulturbeirat), члены которого назначались правительством земли по согласованию с имперским министром внутренних дел[2];
- (в 1932-1934 гг.)
  - статскомиссар по радиовещанию министерства народного просвещения земли Бавария;
  - программный совет (Programmbeirat)[3][4], назначавшийся Баварией по согласованию с Имперским министром внутренних дел[5]
  - общий руководитель.

## Подразделения
- (c 1927 года)
  - Административная дирекция (Verwaltungsdirektion)
  - Технический отдел (Technische abteilung)
  - Рекламный и правовой отдел (Werbe- und rechtsabteilung)
  - Программное управление
    - Отдел актуалий и новостей (Aktuelle- und nachrichtenabteilung)
    - Отдел радиоспектаклей и рецитаций (Abteilung hörspiel und rezitation)
    - Музыкальный отдел (Musikalische abteilung) 
      - Оркестр Мюнхенского радио
      - Хор

    - Отдел лекций (Vortragsabteilung)

## Активы
Радиокомпании принадлежали:
- радиодом в Мюнхене, мощность радиостанции 250 Вт, позывной в 1933—1934 гг. — «Мюнхен»[6].
- в 1925-1933 гг. - 6,1% капитала некоммерческого общества с ограниченной ответственностью «Рейхсрадио».

## Финансирование
Радиокомпания финансировалась:
- (в 1922-1925 гг.)
  - за счёт продажи рекламного времени;
- (в 1925-1931 гг.)
  - Имперским министерством почт;
  - в меньшей степени - за счёт продажи рекламного времени;
- (в 1931-1934 гг.)
  - некоммерческим обществом с ограниченной ответственностью «Имперское радио»
    - преимущественно от средств от сбора абонемента со всех владельцев радиоприёмников;
    - на 0,2% - за счёт продажи рекламного времени.
    - в меньшей степени - за счёт продажи другим других радиоорганизациям прав на создание радиоспектаклей по мотивам радиоспектаклей поставленных компанией, издания их на аудионосителях, продажи лицензий на создание по их мотивам других художественных произведений (экранизаций, новеллизаций, театральных адаптаций).

## Передачи программы радиокомпании
- текущие новости от Службы беспроводного вещания;
- текущие новости от правительства Пруссии;
- репортажи от Службы беспроводного вещания;
- публицистические передачи;
- музыка;
- с 1931 года - художественно-публицистические передачи и радиоспектакли.

## Правопреемники
Поглощена некоммерческим обществом с ограниченной ответственностью «Рейхсрадио» в 1937 году. 